# Trilobe

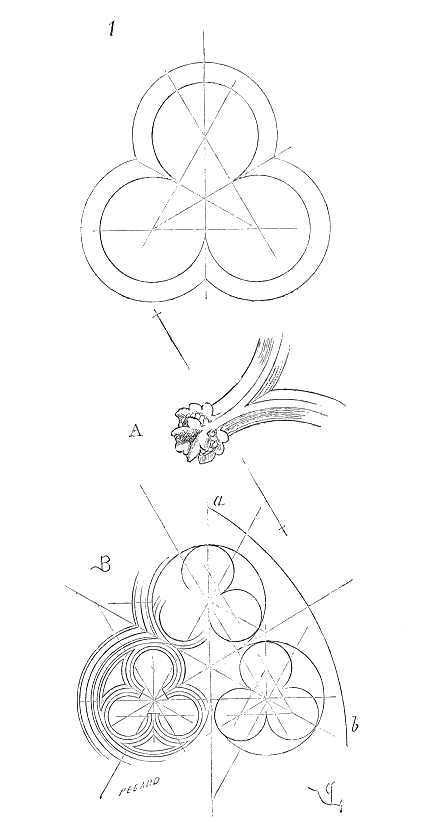
Tracé d'un trilobe.

Le trilobe, ou trèfle (architecture, peinture, sculpture, arts décoratifs), est un motif ornemental constitué de trois lobes (en forme de trèfle à 3 feuilles).
En architecture, c'est aussi est un élément d'architecture (baie, rosace) basé sur ce motif. Largement employé dans l'ornementation chrétienne, ce motif fait allusion à la Trinité.

## Galerie

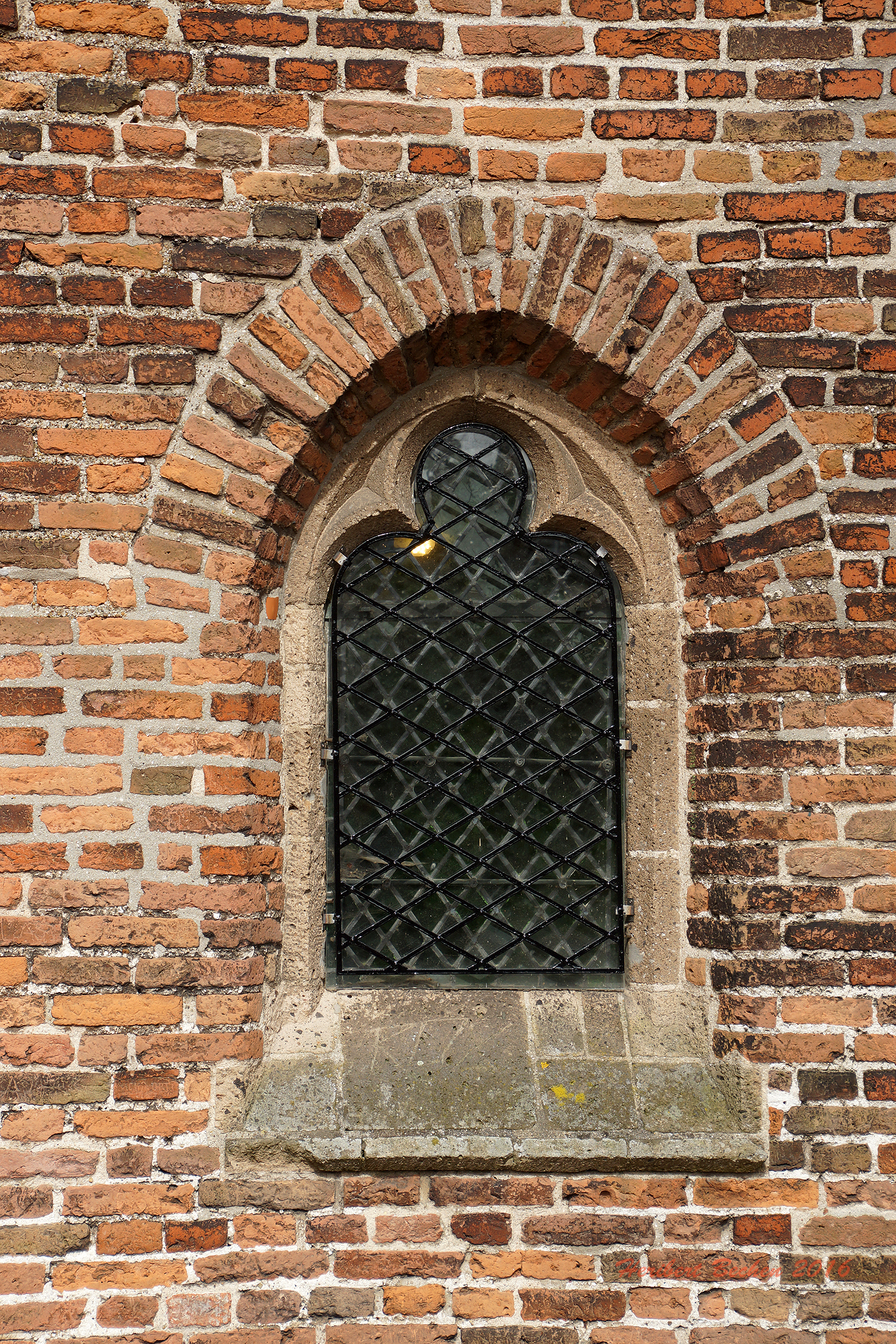
Baie trilobée. Chapelle Saint-Nicolas ou Valkhofkapelle à Nimègue, XIe siècle
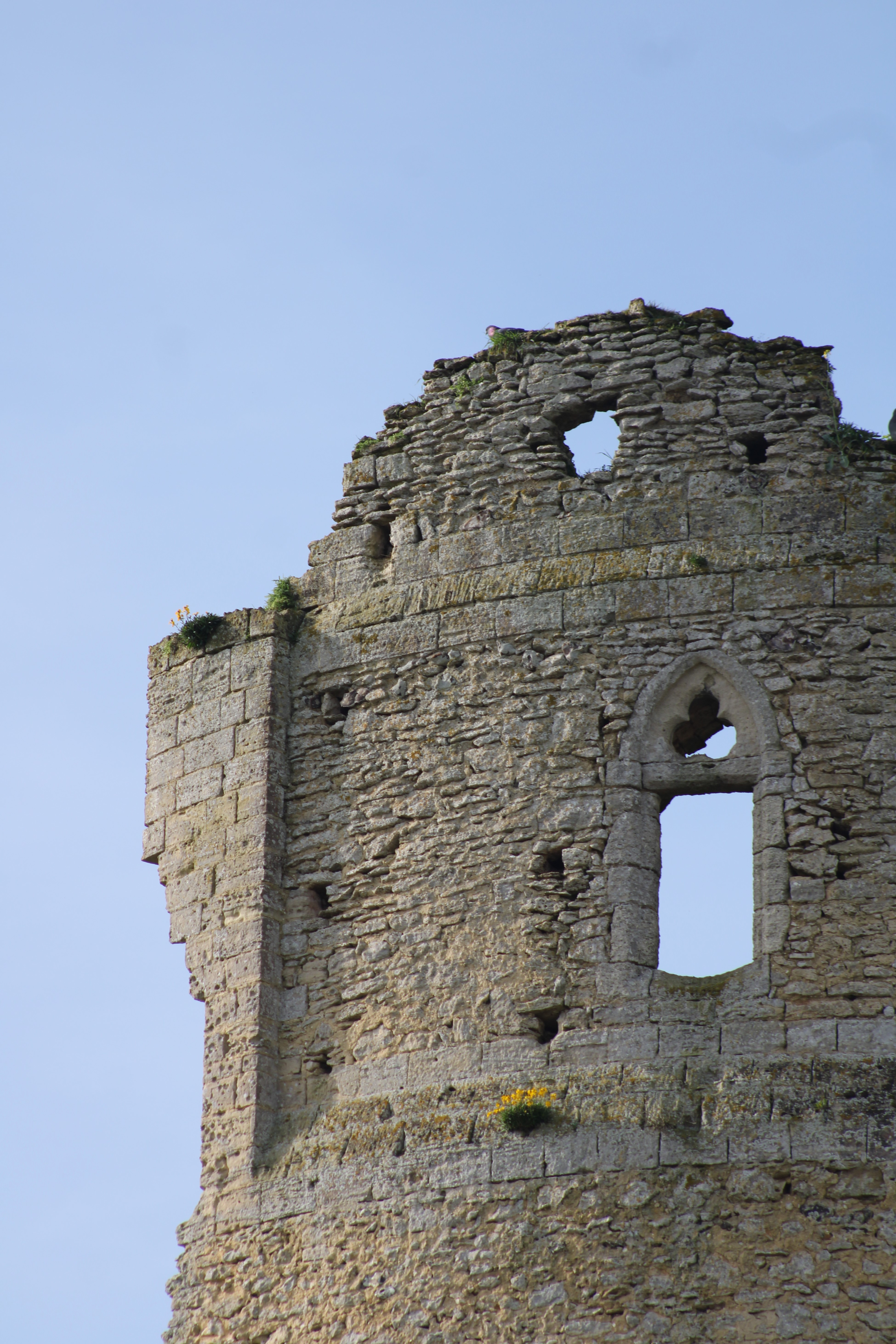
Baie trilobée du donjon de Châteauneuf-sur-Epte, XIe / XIIe siècle
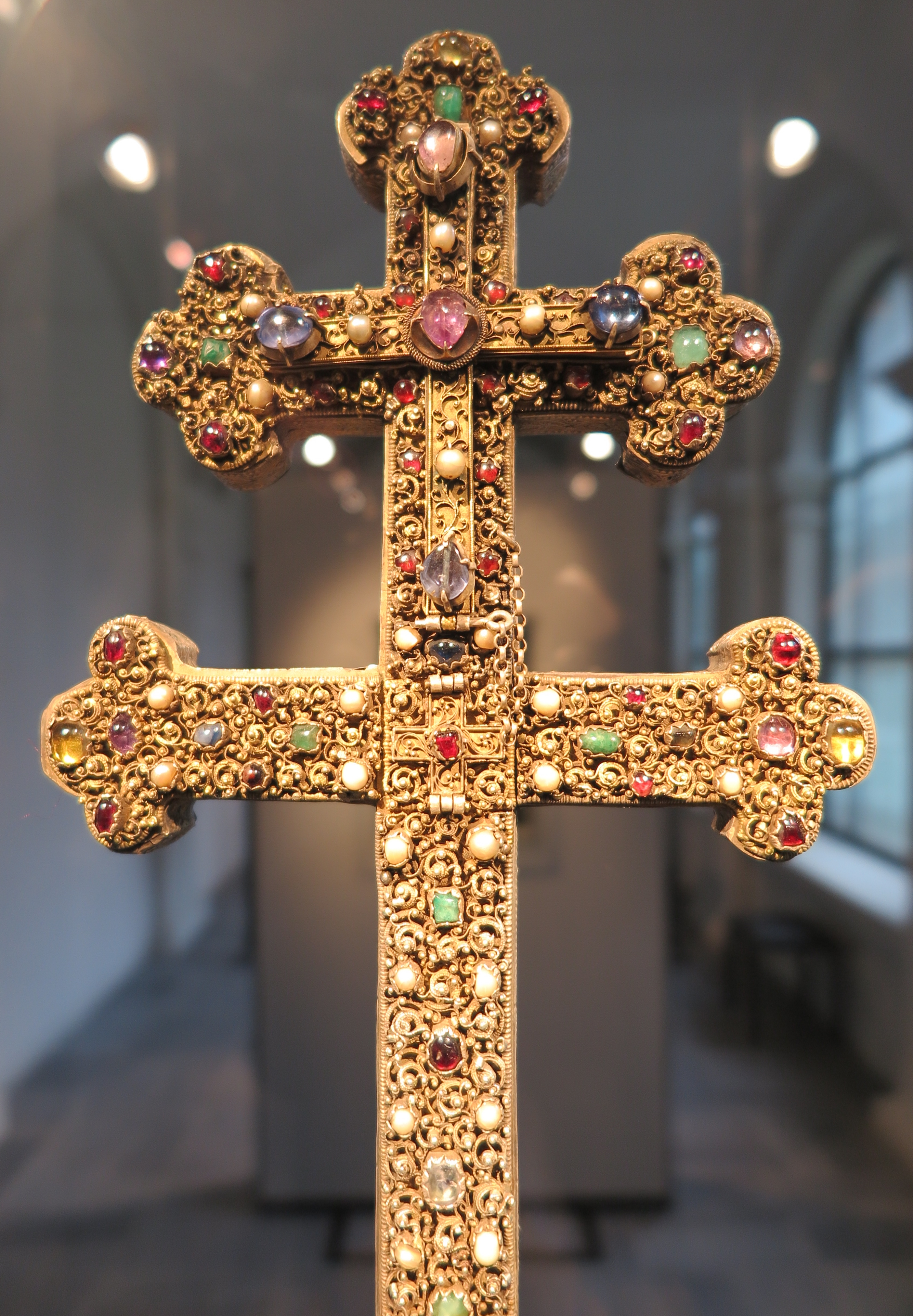
Croix trilobée, croix d'abbesse. Trésor de l'église Saint-Jean d'Aix-la-Chapelle-Burtscheid, XIIe siècle
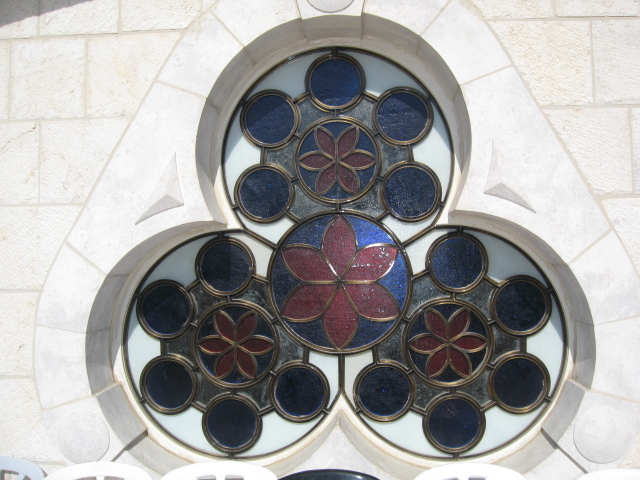
Jérusalem, synagogue Hourva, reconstruction moderne, d'après l'ancien au XIIIe siècle
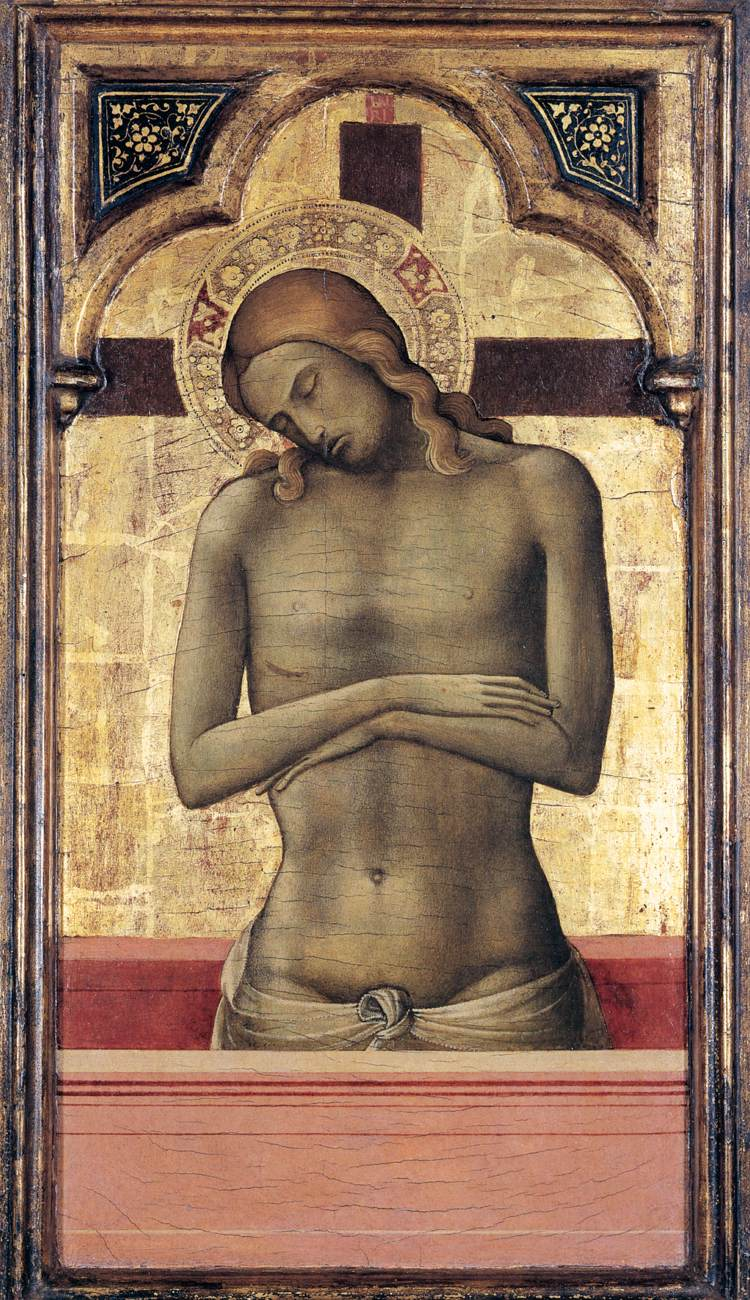
Homme de douleurs: Christ mort, debout dans le cercueil rouge, croix dans un trilobe. Lorenzo Monaco. Couleurs a tempera, or, bois; H. 62 cm, entre 1415 et 1417.